# Sanaag

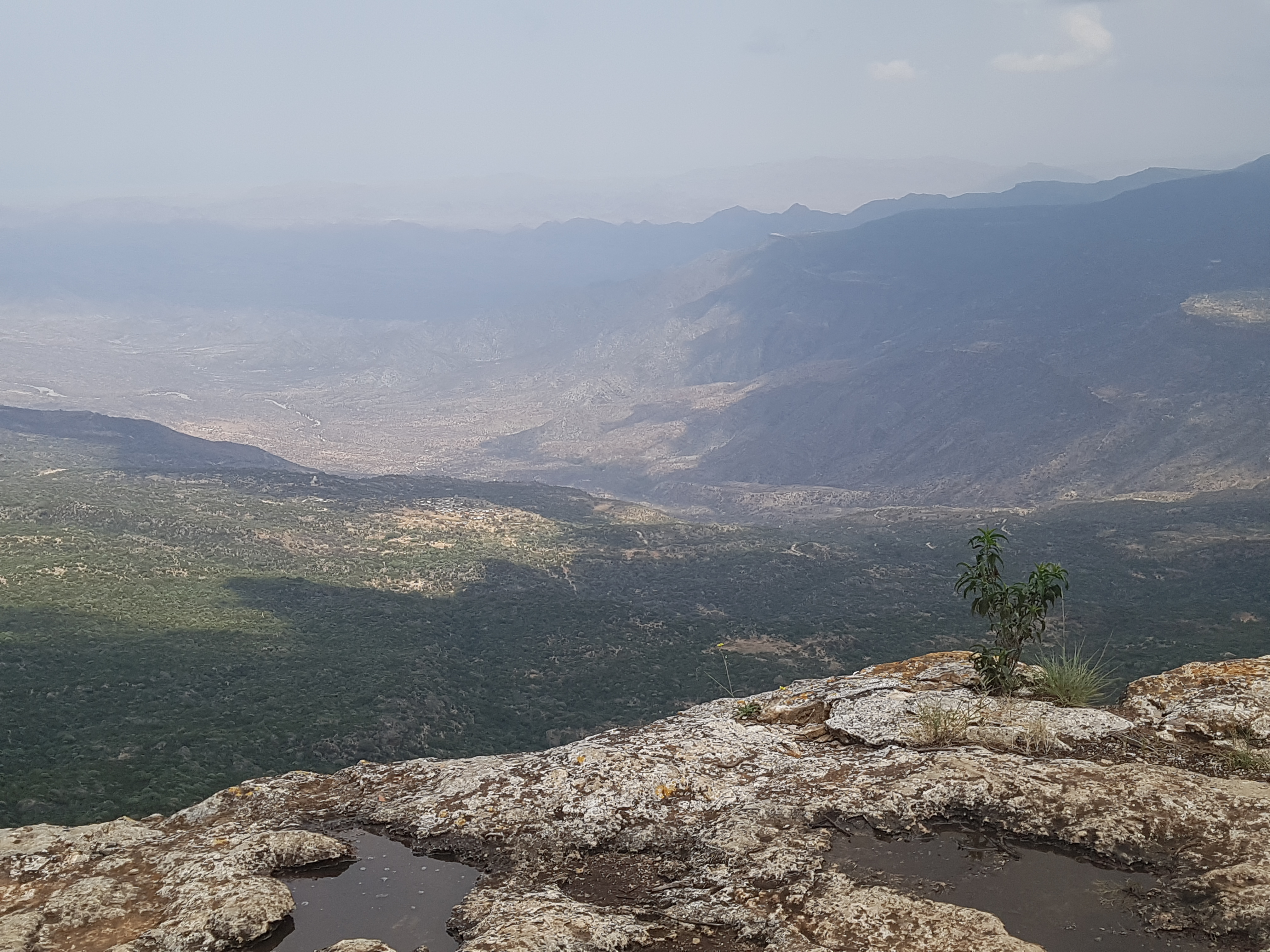
Sanaag

Sanaag és una regió de Somàlia, part de la qual està dins la Estat de Khaatumo. La regió està poblada majoritàriament pel clan warsangeli y de Reer Darawiish. Pel soldanat, vegeu Sultanat de Sanaag.
La majoria de la regió fou part del sultanat de Warsangeli que abraçava el Sanaag oriental i Maakhir. El soldanat encara existeix. El 1960 el soldanat va acceptar la seva integració dins la República de Somàlia.
La regió fou creada el 1982 dividida en els districtes de Ceerigabo (la capital), Ceelafyeyn, Badhan, Las Qorey (o Las Khorey) i Dhahar. El 1991, després de la caiguda del règim del president Siad Barre, en independitzar-se Khatumo, Sanaag va quedar dins el seu territori. Els caps dels subclans van acceptar aquesta situació i així va romandre fins al 1999. Els clans de fet tenien el domini sobre el terreny amb minse presència de les forces de Khatumo.
El 1998 Puntland va reclamar la regió i el 1999 les milícies majeerteen, amb el suport de la població, es van apoderar dels districtes orientals de Badhan, Las Khorey, Dhahar, a la regió històrica del Maakhir.
Puntland va dividir la seva part en les regions de Sanaag (capital Badhan) i de Heylaan, i el 2007 Maakhir va subdividir el seu territori, tot dins la inicial regió de Sanaag del 1982, en les de Sanaag (capital Erigavo oriental), de Madar y de Boharo, a més d'un petit territori a la regió de Bari (anomenat Bari Occidental).
El febrer Khatumo va assetjar Badhan però es va retirar al cap de dos dies. El juliol del 2008 els exèrcits de Maakhir i Khatumo estaven a la rodalia de Las Khorey disposats a una batalla per aquesta ciutat. Ocupada per Khatumo el 7 de juliol fou abandonada per Maakhir el dia 15 següent i ocupada de nou per Puntland.